# Jōseki
Jōseki (jap. 定石, wörtlich etablierte Steine) steht in der Theorie japanischer Brettspiele für eine bewährte Standardzugfolge. Das Wort ist in Bezug auf verschiedene Spiele gebräuchlich.
In der Theorie des Go ist ein Jōseki eine bewährte lokale Standardzugfolge, überwiegend in der Anfangsphase einer Partie und meistens in der Brettecke. Jōseki entsteht durch Konsens unter Profispielern. Meistens gibt ein Jōseki eine Zugfolge an, die mit einem ausgeglichenen Ergebnis endet. In manchen Fällen ist ein Jōseki, ähnlich dem Gambit im Schach, eine Strategie, die lokal betrachtet einen Nachteil für einen Spieler darstellt und zum Verlust von Steinen oder Gebiet führen kann. Global kann dies jedoch zu einer Verbesserung für einen Spieler führen. Die Zweckmäßigkeit eines Jōseki lässt sich aber immer nur im Kontext der Gesamtstellung beurteilen.
Im Shōgi bezeichnet Jōseki (定跡, wörtlich etablierte Züge) grundsätzlich dasselbe Konzept. Da die erste Phase des Spiels hauptsächlich durch Jōseki geprägt ist, wird dieser Begriff häufig auch synonym zur Eröffnung im Schach verwendet.

## Eröffnungstheorie des Jōseki im Go
Ein Jōseki in der Ecke beginnt herkömmlicherweise mit dem Setzen eines Steines auf ein Eckfeld, wobei diese Ecke noch auf einem Gebiet von 10×10 Feldern frei von Steinen ist. Dieser erste Zug wird mit einem Gegenzug beantwortet (kakari). Der Anfangszug ist fast immer auf einem 3-3, 3-4, 3-5, 4-4 oder 4-5-Punkt.
Von diesen Zügen werden der klassische 3-4-Punkt (komoku) und der etwas modernere 4-4-Punkt (hoshi) am meisten gespielt. Die Standardantworten sind hier 5-3 oder 5-4 zu dem 3-4-Zug und auf 3-6/6-3 zu dem 4-4-Zug. Die Anzahl der Varianten nach diesen Zügen ist ziemlich groß (pro Zugnummer gibt es ungefähr 10 vernünftige Züge).
In vielen Fällen gelangen die Eckspiele zu einem endgültigen Ende, wonach die Spieler an einen anderen Ort weiterspielen. In einigen Fällen bricht ein schwerer Nahkampf aus, den kein Spieler vernachlässigen sollte. In diesen Fällen entscheidet der Ausgang des Kampfes in der Ecke das ganze Spiel.
Eine Analyse ohne Berücksichtigung der anderen Steine, die gesetzt wurden, ist ziemlich fruchtlos. Die längsten Eck-Eröffnungsbücher gehen 50 Züge tief.
Die meisten Eckeröffnungen haben keine besonderen bildlichen Namen. Einige wenige, die eigene Namen haben, sind unter japanischen Namen bekannt: taisha, nadare (Lawine), „Das Magische Schwert von Muramasa“. Diese gehören zu den kompliziertesten Eröffnungen und werden Anfängern nicht empfohlen.

### Tenuki
Nützlich ist auch das Tenuki, ein Konzept, bei dem man aus einer Sequenz herausbricht, um einen anderen Punkt auf dem Brett zu besetzen, bevor der offizielle Endpunkt des Josekis erreicht wurde. Nachdem eine Josekifolge beendet wurde, wird ein Zurückkehren zum selben Gebiet Gote genannt. Es gibt keine Theorie für diese, man kann aber zahlreiche festgelegte Zugfolgen in professionellen Spielen beobachten. Es ist aber überaus wichtig, dass Spieler Joseki nicht mechanisch aus dem Gedächtnis herabspielen, sondern diese an die Gesamtsituation auf dem Brett anpassen. Man sollte sich immer bewusst sein, dass Go ein Spiel ist, bei dem Eckanalyse Bestandteil ist und Joseki nur wahrscheinlich gute Züge sind. Joseki blind zu folgen, wird das eigene Spiel nicht verbessern.